# AntarChile
AntarChile est une entreprise chilienne fondée en 2003, et faisant partie de l'IPSA, le principal indice boursier de la bourse de Santiago du Chili. AntarChile est un conglomérat issu du regroupement de plusieurs activités dans le secteur pétrolier, l'industrie du bois et de la pêche, entre autres.

## Historique
L'histoire d'AntarChile remonte au début des années 1950 avec l'arrivée au Chili de deux frères entrepreneurs italiens, Gino et Anacleto Angelini.